# Wilfried Grunau

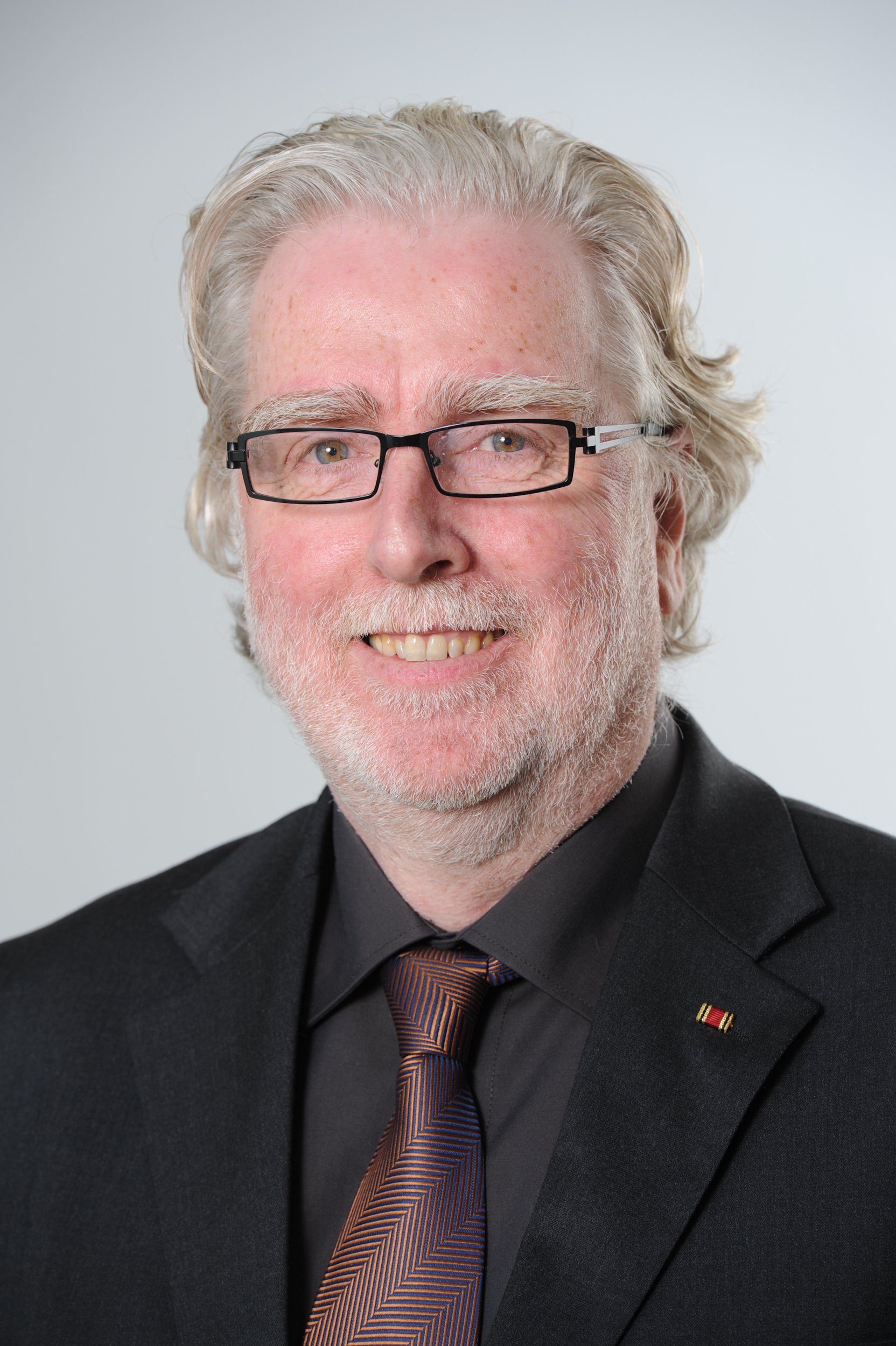
Wilfried Grunau (2012)

Wilfried Grunau (* 28. Mai 1958 in Aurich) ist ein deutscher Ingenieur und Geodät. Grunau ist seit 1993 ehrenamtlicher Präsident des Verbandes Deutscher Vermessungsingenieure (VDV) und seit 2014 zusätzlich ehrenamtlicher Präsident des Zentralverbandes der Ingenieurvereine (ZBI). 2011 wurde er mit dem Bundesverdienstkreuz ausgezeichnet.

## Leben
Wilfried Grunau, aufgewachsen in Aurich/Ostfriesland, studierte Vermessungswesen an der Fachhochschule Oldenburg und war zunächst in Hannover beim Niedersächsischen Landesverwaltungsamt, Abteilung Landesvermessung, tätig (heute: Landesamt für Geoinformation und Landesvermessung Niedersachsen (LGLN)). 1992 wechselte er als wissenschaftlicher Mitarbeiter an die Fachhochschule Oldenburg, Fachbereich Vermessungswesen (heute: Jade Hochschule, Fachbereich Bauwesen und Geoinformation). 2003 wurde er Leiter des Präsidialbüros der damaligen Fachhochschule Oldenburg/Ostfriesland/Wilhelmshaven (heute: Hochschule Emden/Leer) und war seit März 2009 darüber hinaus Pressesprecher der Hochschule Emden/Leer. Seit Mai 2024 befindet er sich im Ruhestand. Grunau war in den Jahren 2007–2009 als Mitglied des Kampagnenteams maßgeblich an der erfolgreichen Bewerbung der Stadt Oldenburg um den Titel Stadt der Wissenschaft beteiligt.
Grunau ist verheiratet und hat zwei Kinder.

## Ehrenamtliches Engagement

### Verband Deutscher Vermessungsingenieure
Wilfried Grunau ist seit 1990 Mitglied im Verband Deutscher Vermessungsingenieure (VDV) e. V. Von 1990 bis 1993 war er Landesvorsitzender des VDV Niedersachsen. Seit 1993 ist er ehrenamtlicher Präsident des VDV-Bundesverbandes. Grunau ist Mitinitiator und Mitbegründer der Interessengemeinschaft Geodäsie (IGG).

### Zentralverband der Ingenieurvereine
Seit 1993 gehört Grunau dem Hauptvorstand des Zentralverband der Ingenieurvereine (ZBI) e. V. an. Er wurde 1999 zu einem der vier Vizepräsidenten gewählt und übernahm ab 2000 zusätzlich die Chefredaktion der ZBI-Nachrichten (ISSN 0177-1698). Seit 2014 ist Grunau ehrenamtlicher Präsident des ZBI.

### European Group of Surveyors
Von 1994 bis 1998 war Wilfried Grunau Präsident der unter seiner Mitwirkung 1992 gegründeten European Group of Surveyors (EGoS), dem europäischen Dachverband für Vermessungsingenieure. In dieser Funktion war er Mitinitiator einer interfraktionellen Gruppe von Abgeordneten im Europaparlament, der sogenannten Crane-Intergroup (vergleichbar dem überparteilichen Gesprächskreis Ingenieure und Naturwissenschaftler im Bundestag).

### Techniker Krankenkasse
Von 2005 bis 2017 war Wilfried Grunau Mitglied und von 2017 bis 2023 stellvertretendes Mitglied im Verwaltungsrat der Techniker Krankenkasse (TK). In dieser Eigenschaft war er u. a. Vorsitzender des Bau- und Liegenschaftsausschusses, Vorsitzender im Widerspruchsausschuss (2017 bis 2023), Mitglied des Finanzausschusses sowie des sozialpolitischen Ausschusses des Verwaltungsrates und stellvertretendes Mitglied im Verwaltungsrat des Spitzenverband Bund der Krankenkassen.

### Weiteres Engagement
- 1997–1998 Mitglied im Beirat des Dorfverein Friedrichsfehn, Sprecher des Dorfentwicklungsausschuss
- 1991–2001 Mitglied im Bildungsausschuss der Ingenieurkammer Niedersachsen
- 1996–2006 Mitglied in der Vertreterversammlung der Ingenieurkammer Niedersachsen
- 2002–2003 Mitglied im Kuratorium der Ingenieurakademie Nord gGmbH
- 2003 Mitglied des Fachausschuss Bauingenieurwesen/Vermessungswesen der ASIIN (Akkreditierungsagentur für Studiengänge der Ingenieurwissenschaften, der Informatik, der Naturwissenschaften und der Mathematik e. V.)
- 2016 Gutachter des Auditteams der ASIIN e.V. für Studiengänge an der Hochschule für Technik Stuttgart.[12]

## Publikationen (Auswahl)
- Wilfried Grunau: Vermessung im Wandel. Chmielorz Verlag, 1995, Wiesbaden, ISBN 3-87124-134-2.
- Wilfried Grunau: Ingenieur quo vadis? – Die Bedeutung der Ingenieure im Strukturwandel. In: Der Eisenbahningenieur, Nr. 8/1999, ISSN 0013-2810.
- Wilfried Grunau: La responsabilité des ingénieurs. In: La revue XYZ. Éditée par l'association française de topographie. Nr. 95, 2003, ISSN 0290-9057.
- Wilfried Grunau, Udo Stichling: Freier Beruf, Ingenieurvermessung und Geoinformationswirtschaft. In: Kummer/Frankenberger (Hrsg.): Das deutsche Vermessungs- und Geoinformationswesen 2010. Wichmann Verlag, Heidelberg 2010, ISBN 978-3-87907-487-7.
- Wilfried Grunau: "4.0" – Hype oder DIE Zukunft. In: VDVmagazin, Nr. 1/2016, ISSN 1863-1320.
- Wilfried Grunau: Ingenieure, Grenzen und die Gesellschaft. In: ZBI-Nachrichten, Nr. 2–3/2016 ISSN 0177-1698.
- Wilfried Grunau: Digitalisierung und Change-Prozesse. In: gis.Business, Nr. 1/2017 ISSN 1869-9286.
- Wilfried Grunau: Perspektiven. Verlag Books on Demand, 2017, Norderstedt, ISBN 978-3-7448-6391-9.
- Wilfried Grunau: Der Klimawandel und die Geodäsie. In: gis.Business, Nr. 6/2019 ISSN 1869-9286.
- Wilfried Grunau: Humanistische Ideale. In: ZBI-Nachrichten, Nr. 1/2020 ISSN 0177-1698.
- Peter Creuzer, Wilfried Grunau, Marcus Wandinger: Gesellschaftlicher Auftrag, Zuständigkeiten, Organisation und Institutionen. In: Kummer/Kötter/Kutterer/Ostrau (Hrsg.): Das deutsche Vermessungs- und Geoinformationswesen 2020. Wichmann Verlag, Heidelberg 2020, ISBN 978-3-87907-676-5.
- Wilfried Grunau (Hrsg.): Künstliche Intelligenz in Geodäsie und Geoinformatik. Wichmann Verlag, Heidelberg 2022, ISBN 978-3879077175.

## Ehrungen

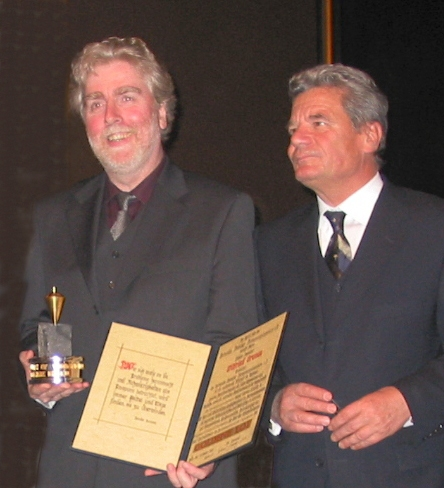
Wilfried Grunau erhält 2003 das GOLDENE LOT aus den Händen von Joachim Gauck

- 1998 Ehrenurkunde der European Group of Surveyors (EGoS)
- 1999 Goldene Ehrennadel des VDV
- 2003 Goldenes Lot des VDV[13]
- 2011 Verdienstkreuz am Bande des Verdienstordens der Bundesrepublik Deutschland[14]
- 2023 Portugaleser in Silber[15]
- 2024 Lenné-Medaille[16]